# Grupo de trabajo de la Unión Astronómica Internacional para el nombre de las estrellas
El Grupo de trabajo de la Unión Astronómica Internacional para el nombre de las estrellas (IAU Working Group on Star Names, WGSN) es un grupo de astrónomos expertos en astronomía estelar, historia de la astronomía y cultura astronómica que tiene la responsabilidad de catalogar y normalizar el nombre propio de las nuevas estrellas y asteroides para la Unión Astronómica Internacional.

## Componentes
Forma parte de la división C del UAI « Educación, sensibilización y patrimonio » (Education, Outreach and Heritage) y está presidido por el astrónomo estadounidense Eric Mamajek. Las demás componentes son :
- Beatriz García (Argentina), presidenta de la comisión C1 : Astronomy education & Development.
- Duane Hamacher (Australia), presidente del grupo de trabajo inter-comisiones C1-C4 sobre el patrimonio intangible ;
- Thierry Montmerle (Francia), presidente del grupo de trabajo del comité ejecutivo sobre el nombre de los planetas y de los satélites planetarios ;
- Jay Pasachoff (Estados Unidos), miembro del comité organizador de la comisión C3 Historia de la astronomía y presidente del grupo de trabajo inter-divisiones sobre los eclipses solares ;
- Ian Ridpath (Reino Unido), miembro de la comisión C2 : "Communicating Astronomy with the Público" y de la comisión C3 : Historia de la astronomía.
- Xiaochun Sun (China), presidente de la comisión C3 : Historia de la astronomía.
- Robert van Gent (Países Bajos), miembro de la división C : Educación, sensibilización y patrimonio.